# Montigyra kenti
Montigyra kenti is een rifkoralensoort uit de familie van de Euphylliidae. De wetenschappelijke naam van de soort is voor het eerst geldig gepubliceerd in 1928 door Matthai.